# 武卫东 (1969年)
武卫东（1969年10月—），河北省平山县人，汉族，中华人民共和国政治人物。1991年10月加入中国共产党，1989年8月参加工作，中央党校研究生学历，经济学硕士学位。现任中共河北省委常委。曾任中共张家口市委书记，第十三届全国人民代表大会河北省代表。

## 生平
1989年毕业于邢台师范专科学校中文系。毕业后在家乡的平山中学任教。
1992年从政，在石家庄地区教委和石家庄市教委任职。1996年—2004年，任中国共青团石家庄市委副书记、书记，其间在河北科技大学和中央党校成人教育学院学习。2004年—2007年，任中共石家庄市裕华区委副书记、书记、区长。
2007年—2013年，任中共邯郸市委常委、副市长。
2013年7月，任中共张家口市委常委、常务副市长、市政府党组副书记。2016年10月，任张家口市委副书记，市政府党组书记，副市长，代市长。2017年4月，正式当选为张家口市长。2018年，武卫东被选为河北省出席第十三届全国人民代表大会代表。2021年5月，出任中共张家口市委书记。2021年11月底中共河北省委换届，武卫东晋位省委常委。
2022年4月，出任中共唐山市委书记，任内发生轰动全国的唐山烧烤店打人事件。2024年11月12日，不再担任中共唐山市委书记。